# Novec 1230
Novec™ 1230 — рідина без кольору і запаху. Хімічна формула — CF3CF2C (O) CF (CF3)2, шестивуглецева речовина, розряд фторований кетон, хімічна назва — додекафтор-2-метилпентан-3-он. Часом цю речовину називають «сухою водою».
Розроблена та запатентована корпорацією 3M в процесі створення вогнегасних речовин альтернативних озоноруйнівним, використання яких було обмежено Монреальським протоколом. Вперше продемонстрована в 2004 році.

Novec 1230 — зареєстрована торгова марка, яка належить корпорації 3M.

## Властивості
Novec 1230 за нормальних умов є рідиною (зріджений газ), візуально схожа на чисту воду. Являє собою безбарвний газ, що майже не має запаху та не проводить електричний струм.
Novec 1230 входить до переліку газових вогнегасних речовин, дозволених до використання в Україні[1,2]. Міжнародне позначення відповідно до — FK-5-1-12.

### Екологічна безпека
У разі спрацьовування системи газового пожежогасіння і випуску вогнегасної речовини в атмосферу Novec 1230 (FK-5-1-12) руйнується у верхніх шарах атмосфери під впливом ультрафіолету.
Основні екологічні властивості Novec 1230 (FK-5-1-12):
- озоноруйнівний потенціал, ODP: 0;
-потенціал глобального потепління за 100 років, GWP: 1;
-тривалість існування в атмосфері, років: 0,01.
Не підпадає під дію Монреальського протоколу та Кіотського протоколу.

### Токсикологічні властивості
Компанія 3M опублікувала документ щодо безпеки речовини. Він свідчить, що речовина у початковому стані нетоксична, має украй низьку розчинність у воді, що не дозволяє речовині пройти через клітинні мембрани в організм. Проте поводитися з речовиною у відкритому виді слід з обережністю внаслідок низької гранично допустимій концентрації пари (150 ppm, парціальний тиск 15 Па) та і високій леткості (парціальний тиск насиченої пари 40 кПа за нормальних умов). Пари речовини розкладаються в атмосфері під впливом сонячного світла, ультрафіолету або при нагріванні з утворенням токсичних речовин, у тому числі фтороводню (при взаємодії з парами води), трифтороцтової кислоти, чадного і вуглекислого газів. Тому компанія 3М обмежує застосування речовини тільки для професійного використання. Під час гасіння пожежі за допомогою Novec 1230 (FK-5-1-12) персонал повинен застосувати ізолюючі дихальні апарати.
Інші токсикологічні властивості Novec 1230 (FK-5-1-12):
- NOAEL, % (об.): 10,0;
- LOAEL, % (об.): 10,0;
- максимальна концентрація в умовах впливу протягом 5 хв, % (об.): 10,0;
- LC50, %: >10,0.

### Фізичні властивості
Фізичні властивості Novec 1230 (FK-5-1-12)
| Характеристика                                                       | Одиниця вимірювання | Значення |
| -------------------------------------------------------------------- | ------------------- | -------- |
| Молекулярна маса                                                     | –                   | 316,04   |
| Точка кипіння за абсолютного тиску 1,013 бар                         | ºС                  | 49,2     |
| Точка замерзання                                                     | ºС                  | –108,0   |
| Критична температура                                                 | ºС                  | 168,66   |
| Критичний тиск                                                       | бар (абс.)          | 18,646   |
| Критичний об'єм                                                      | см3/моль            | 494,5    |
| Критична густина                                                     | кг/м3               | 639,1    |
| Тиск пари за 20 ºС                                                   | бар (абс.)          | 0,3260   |
| Густина в рідкому стані за 20 ºС                                     | кг/м3               | 1616     |
| Густина насиченої пари за 20 ºС                                      | кг/м3               | 4,3305   |
| Питомий об'єм перегрітої пари за тиску 1,013 бар і температури 20 ºС | м3/кг               | 0,0719   |
| Теплота випаровування за температури кипіння                         | кДж/кг              | 88,0     |
| Примітка. 1 бар = 0,1 МПа = 105 Па; 1МПа = 1 Н/мм2                   |                     |          |

## Використання
Основне використання Novec 1230 (FK-5-1-12) — використання в системах газового пожежогасіння. Гасіння вогню за допомогою вогнегасної речовини FK-5-1-12 відбувається переважно за рахунок фізичного впливу і частково за рахунок хімічного впливу.
Мінімальні нормативні концентрації для гасіння
Novec 1230 (FK-5-1-12) об'ємним способом
| Горюча речовина | Мінімальна нормативна концентрація для гасіння об'ємним способом, % (об.) |
| --- | ------------------------------------------------------------------------- |
| Клас В гептан (метод «чашкового пальника») гептан (натурні випробування) | 5,9                                                                       |
| Поверхневі пожежі класу А Дерев'яний штабель Поліметилметакрилат (ПММА) Поліпропілен (ПП) АБС-пластики | 5,3                                                                       |
| 'Приміщення з більш небезпечними твердими''''' горючими речовинами (пожежі класу А) | 5,6                                                                       |
| Ацетон | 5,9                                                                       |
| Етиловий спирт | 7,2                                                                       |
| Судновий дизель | 5,9                                                                       |
| Метиловий спирт | 8,5                                                                       |
| Метилетилкетон | 5,9                                                                       |
| Примітка. Проектна концентрація для гасіння об'ємним способом з урахуванням поправки на нещільності конкретного захищуваного приміщення, неможливість відключення вентиляції тощо може перевищувати вказані величини. |                                                                           |

Основні переваги Novec 1230 (FK-5-1-12): 
- транспортування та зберігання в тарі, що не передбачає додаткових заходів щодо впливу підвищеного тиску;
- не впливає на працюючі електронні та електротехнічні пристрої, не руйнує паперові носії інформації та витвори мистецтва;
- можливість заряджання (дозаряджання) безпосередньо на об'єкті.
Ці властивості забезпечили можливість використання Novec 1230 (FK-5-1-12) в системах газового пожежогасіння серверних, ЦОДів, бібліотек, музеїв, архівів тощо.